# John Wells (rugby à XV)
Pour les articles homonymes, voir John Wells (homonymie) et Wells.
Pas d'image ? Cliquez ici

a Compétitions nationales et continentales officielles uniquement.

John Wells, né le 12 mai 1963 à Driffield dans le Yorkshire (Angleterre), est un joueur de rugby à XV, qui joue avec les Leicester Tigers évoluant au poste de troisième ligne aile. Il connaît des sélections en Angleterre moins de 16 ans, moins de 18 et moins de 23 ans, étudiants et A. Il devient entraîneur après la fin de sa carrière.

## Biographie
John Wells fait ses débuts avec les Leicester Tigers en 1982 contre les Harlequins, et il fait 360 apparitions, étant même le capitaine de l'équipe en 1991-1993. Il forme la troisième ligne avec les internationaux Dean Richards (numéro 8) et Neil Back.
Quand Bob Dwyer est renvoyé de Leicester, il entraîne les avants de l'équipe jusqu'en 2004 remportant de nombreux trophées avec Dean Richards (quatre championnats, deux Coupes d'Europe). 
En 2004, il devient l'entraîneur principal des Leicester Tigers, il quitte cette fonction à la fin de la saison 2004-2005,.
Il est nommé entraîneur des avants de la sélection anglaise en mai 2006. Il occupe ce rôle jusqu'à la Coupe du monde 2011.

## Palmarès en club
- Coupe d'Europe de rugby : finaliste de la coupe d'Europe en 1997